# Richard Óg de Burgh, II conde del Úlster
Richard Óg de Burgh,  II conde del Ulster y III barón de Connacht (1259-29 de julio de 1326), conocido como "The Red Earl" (El Conde Rojo), fue un noble y militar angloirlandés que vivió entre los siglos XIII y XIV.

## Orígenes familiares
Richard de Burgh era hijo de Walter de Burgh, II barón de Connacht y I conde del Ulster. Su sobrenombre irlandés Richard Óg que significa "el joven" puede hacer referencia a su juventud cuando se volvió conde en 1271, además lo diferencia de su abuelo y tocayo Richard Mór de Burgh.

## Política irlandesa
Richard fue nombrado conde del Ulster al cumplir la mayoría de edad en 1280 y durante 50 años ejercería el poder sobre Ulster y Connacht, siendo uno de los más poderosos miembros de la familia Burgh (más tarde Burke).
Amigo personal de Eduardo I de Inglaterra, alcanzó un papel preponderante entre la nobleza angloirlandesa, apoyando la expansión de los barones normandos en Irlanda a costa de los territorios ancestrales de los gaélicos irlandeses. Ya en 1286 realizó una campaña de devastación a gran escala y utilizó los ejércitos de Connacht contra las ramas de dinastía Uí Néill, logrando deponer a Brian O'Neill, rey supremo de Irlanda, y nombrando en su lugar a Niall Culanach O'Neill, al que tuvo que reponer en el trono cinco años después al ser destronado y al que sustituyó a su muerte por otro rey de su elección.
En su señorío de Connacht, Richard Og actuó de manera similar. En 1292 atacó a Magnus O'Connor, rey de Connacht y descendiente de Rory O'Connor y le forzó a presentarle sumisión en la fortaleza de Milic. Sin embargo, en 1296 nos encontramos a los de Burgh apoyando a Aedh O'Connor, principal enemigo de Magnus y descendiente de otra rama de la familia O'Connor y, años más tarde, auparían a Felim, hijo de Aedh, al trono de Connacht, aunque Felim pronto les daría la espalda en favor de Edward Bruce durante la invasión de Irlanda del escocés, destruyendo el castillo de Milic.
También emprendió acciones contra los De Clare de Thomond y contra los De Verdun y De Mortimer de Meath.

### Disputa con los Geraldines
Los conflictos dinásticos con los FitzGerald de Kildare ocuparon gran parte de la vida del conde del Ulster. En diciembre de 1294, John FitzThomas FitzGerald, señor de Offaly y futuro I conde de Kildare capturó a Richard Óg y a su primo William Liath de Burgh y los mantuvo presos durante tres meses en la fortaleza de Portarlington. Fueron liberados en marzo de 1295 por orden del parlamento de Kilkenny. El rey Eduardo I se comprometió a mediar en el conflicto y, finalmente, concedió a FitzThomas nuevas tierras en Leinster y Munster a cambio de que abandonara sus posesiones en Connacht en 1302.

## Guerras con Escocia
Durante las Guerras escocesas, libradas en tiempos de Eduardo I y Eduardo II, Richard fue convocado en numerosas ocasiones por los monarcas ingleses para suministrar hombres y dinero.
Así, en la campaña de 1296 contra Juan Balliol, encabezó un ejército de más de 600 hombres y en la de 1304, pese a que su hija Elizabeth había contraído matrimonio con el rey escocés Robert Bruce en 1302, consiguió la sumisión de John Comyn. Sus aportaciones económicas fueron tales que se calcula que, hacia 1308 la Corona inglesa le debía aún 2.000 libras.

### Invasión de Irlanda por Edward Bruce
En 1315, Edward Bruce, hermano del rey Roberto I y el conde de Moray desembarcaron en el Ulster al frente de un ejército con el que planeaban invadir Irlanda y abrir así un segundo frente de lucha en la Guerra de Independendencia Escocesa. El 10 de septiembre de 1315, el ejército escocés y sus aliados irlandeses logran una contundente victoria sobre las tropas mandadas por Richard Óg y su pariente William Liath de Burgh en la batalla de Connor, en Antrim). Al año siguiente, perdería Carrickfergus a manos de las fuerzas de Bruce.
Durante la guerra, la acción combinada de Bruce en el Ulster, junto con la rebelión de Felim O`Connor, rey de Connacth, privan a de Burgh de todas sus posesiones en Irlanda, aunque la muerte del primero en Athenry y la del segundo en Faughart en 1318, le permitirían recobrar sus tierras.
Tras la guerra, asistió puntualmente a los parlamentos de Westminster y Kilkenny y llegó a ser nombrado Teniente de Irlanda, aunque fue sustituido al día siguiente por Piers Gaveston. Richard Óg fallece el 29 de julio de 1326 en el Priorato de Athassel, cerca de Cashel en el condado de Tipperary. Su primogénito John había fallecido en 1313, por lo que le sucederá su nieto William Donn de Burgh.

## Familia y descendencia
Richard de Burgh contrajo matrimonio con su prima lejana Margaret Burgh (muerta en 1300), hija de sir John de burgh y de Hawise of Lanvaley. La pareja tuvo una numerosa prole:
- Aveline de Burgh (ca. 1280), esposa de John de Bermingham I conde de Louth;
- Eleanor de Burgh (ca. 1282-1324);
- Elizabeth (ca. 1284-26 de octubre de 1327), que se casó en 1302 con el futuro Roberto I de Escocia;
- Walter de Burgh (ca. 1285-1300);[7]
- John de Burgh (ca. 1286-18 de junio de 1313) contrajo matrimonio con Elizabeth de Clare, heredera de la familia de Clare. Serán los padres de William Donn de Burgh;
- Mathilde de Burgh (ca. 1288-1320), contrajo matrimonio con Gilbert de Clare, VIII conde de Gloucester;
- Thomas de Burgh (ca. 1288-1316);
- Catherine de Burgh (ca. 1296-1 de noviembre de 1331), contrajo matrimonio con Maurice FitzGerald, I conde de Desmond;
- Edmond de Burgh (ca. 1298-1338), antepasado del ClanWilliam de Munster;
- Joan de Burgh (ca. 1300-23 de abril de 1359), casada con Thomas FitzJohn FitzGerald, conde de Kildare, y, en segundas nupcias con sir John Darcy, I barón Darcy de Knayth.